# Skakava Donja
Skakava Donja (en serbe cyrillique : Скакава Доња) est un village de Bosnie-Herzégovine. Il est situé dans le district de Brčko. Selon les premiers résultats du recensement de 2013, il compte 2 176 habitants.

## Géographie
Le village est situé au bord de la rivière Tinja, un affluent de la Save.

## Démographie

### Évolution historique de la population dans la localité
| 1948 | 1953 | 1961  | 1971  | 1981  | 1991  | 2013  |
| ---- | ---- | ----- | ----- | ----- | ----- | ----- |
| -    | -    | 2 135 | 2 678 | 2 618 | 2 272 | 2 176 |

|  |